# Cromi
Cromi (gruz. წრომი) – wieś w Gruzji, w regionie Wewnętrzna Kartlia, w gminie Chaszuri. W 2014 roku liczyła 316 mieszkańców.